# حاجی سید حسین هزاره
حاجی سید حسین هزاره، یک سیاستمدار پاکستانی، متعلق به مردم هزاره، که در حکومت ضیاءالحق عضو عضو حزب ملی عوامی پاکستان بود.

## زندگی و سرگذشت
حاجی سید حسین هزاره، زاده ۱۵ فوریه ۱۹۱۷میلادی در کویته، هند بریتانیایی، و درگذشته ۹ اوت ۲۰۰۲ در کویته، پاکستان است.